# Betracis squalidus
Betracis squalidus är en insektsart som först beskrevs av Ronald Gordon Fennah 1955.  Betracis squalidus ingår i släktet Betracis och familjen Flatidae. Inga underarter finns listade i Catalogue of Life.